# Anna Marie Bojang
Anna Marie Bojang (geb. am 7. März 2004) ist eine gambische Beachvolleyballspielerin und Volleyballspielerin.

## Karriere
Bojang spielte zuerst für Serekunda East und seit mindestens 2017 für Gamtel/Gamcel Volleyball und Beachvolleyball. Bei den gambischen Beachvolleyballmeisterschaften 2018/19 schieden sie und ihre Teampartnerin Bintou Jabbie im Halbfinale gegen Abie Kujabi und Nyima Demba aus.
Ihren ersten Einsatz im gambischen Nationalteam hatte sie bei den World Beach Games 2019 im Oktober 2019 in Doha (Katar). Das Team von Abie Kujabi, Fatoumatta Ceesay, Amie Gaye, Sainabou Tambedou und Bojang und Mariama Ginadou belegte Platz fünf im 4x4-Beachvolleyball.